# Chadisra
Chadisra is een geslacht van vlinders van de familie tandvlinders (Notodontidae).

## Soorten
- C. bipars Walker, 1862
- C. coreana Matsumura